# Porroglossum condylosepalum
Porroglossum condylosepalum är en orkidéart som beskrevs av Herman Royden Sweet. Porroglossum condylosepalum ingår i släktet Porroglossum och familjen orkidéer.
Artens utbredningsområde är Ecuador. Inga underarter finns listade i Catalogue of Life.